# Jean Neumeister

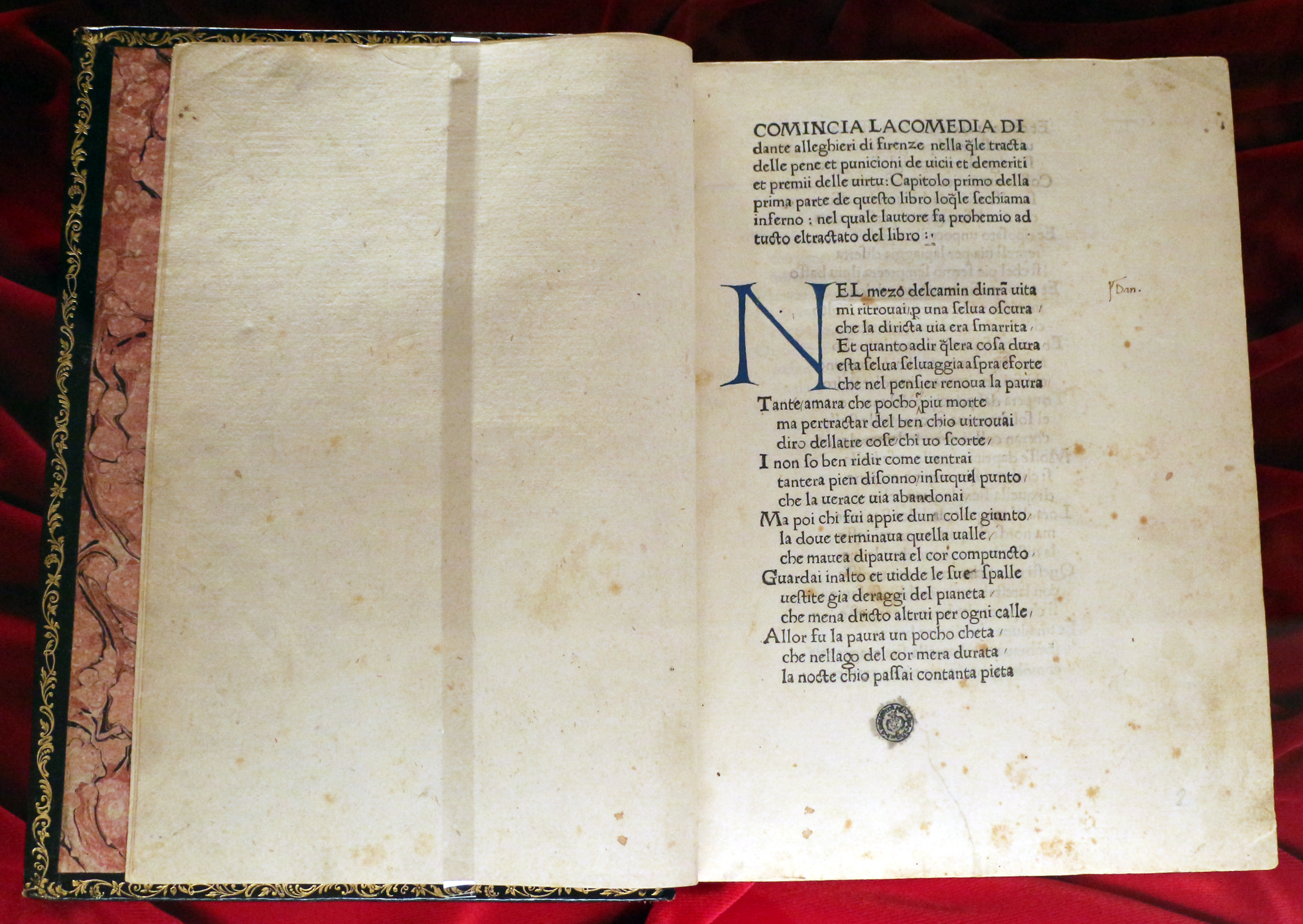
L'Édition de la Divine Comédie de Dante, imprimée par Neumeister en 1472 à Foligno. Exemplaire de la Bibliothèque Laurentienne à Florence.

Johannes Neumeister ou Numeister de Mayence, en français Jean Neumeister ou parfois Jean d'Albi (mort entre 1507 et 1512 à Lyon) est un prototypographe. En 1472, il imprime à Foligno la première édition de la Divine Comédie (GW 7958). Il est considéré comme l'exemple type d'un artisan pionnier allemand, imprimeur itinérant qui diffuse l'art nouveau de l'imprimerie en Europe.

## Biographie
Dans les colophons des livres imprimés par ses soins, il s'appelle Johannes Numeister de Maguncia, donc originaire de Mayence. Il se qualifie de « clericus maguntinus » ou  « theutunicus ». Il pourrait être né à Treysa, près de Cassel, car un Iohannes Nuwemeister de Treysa est inscrit comme étudiant en 1454 à Université d'Erfurt. Il est possible que Jean Neumeister ait appris le métier d'imprimeur chez Johannes Gutenberg ; l'habilité technique dont fait preuve Neumeister, et la ressemblance des caractères entre son Missale Lugdunensis ceux de la Bible à 36 lignes de Gutenberg fait penser en ce sens. Guy Bechtel admet la présence de Neumeister aux côtés de Gutenberg en 1460 pour la Bible à 36 lignes.
Vers 1465-1470 il part pour l'Italie comme d'autres imprimeurs. 

### Foligno

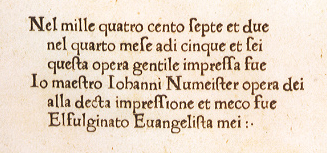
Colophon de l'édition de la Divine Comédie, date de fin d'impression le 11 avril 1472.

En 1470, il est appelé par Emiliano de Orfini, orfèvre et qui sera plus tard maître monnayeur pontifical, à Foligno en Ombrie. L'imprimerie est installée dans la maison d'Orfini. Il est probable c'est lui qui finance l'entreprise
Dans les années 1470-1472, il y imprime les ouvrages suivants : Leonardo Bruni De Bello italico adversus Gothos (GW 5600), Cicéron, Epistolæ ad familiares (GW 6804) et la première édition de la Divina Commedia de Dante. Dans les deux premières impressions figure comme partenaire commercial Emiliano Orfini. La Divina Commedia, a été en revanche financée par Evangelista Angelini de Trevi. En difficultés financières, Jean Neumeister est emprisonné pour dettes en 1473 et quitte Foligno cette année-là.

### Mayence

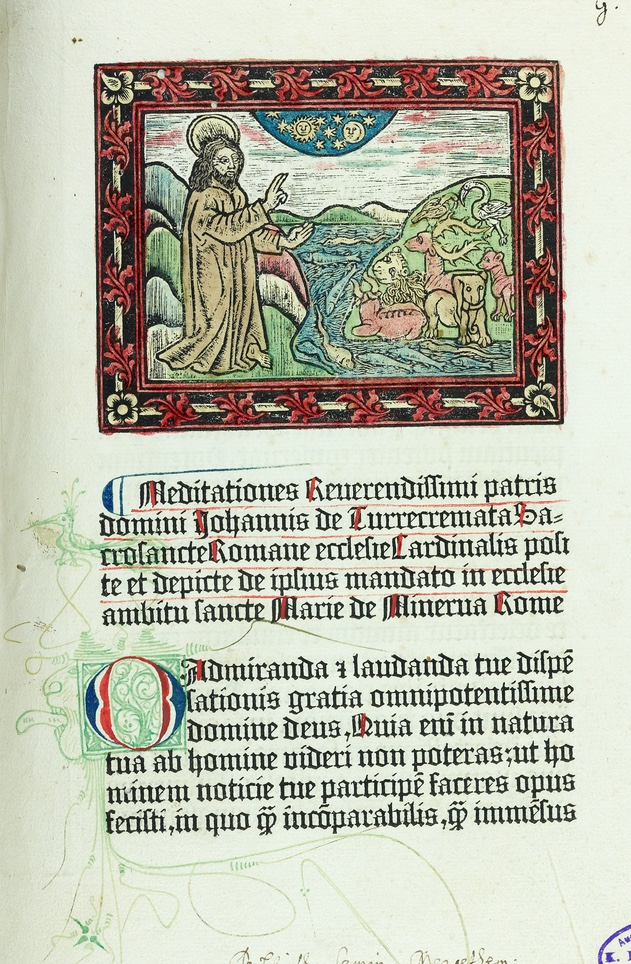
Meditationes. Édition de Mayence.

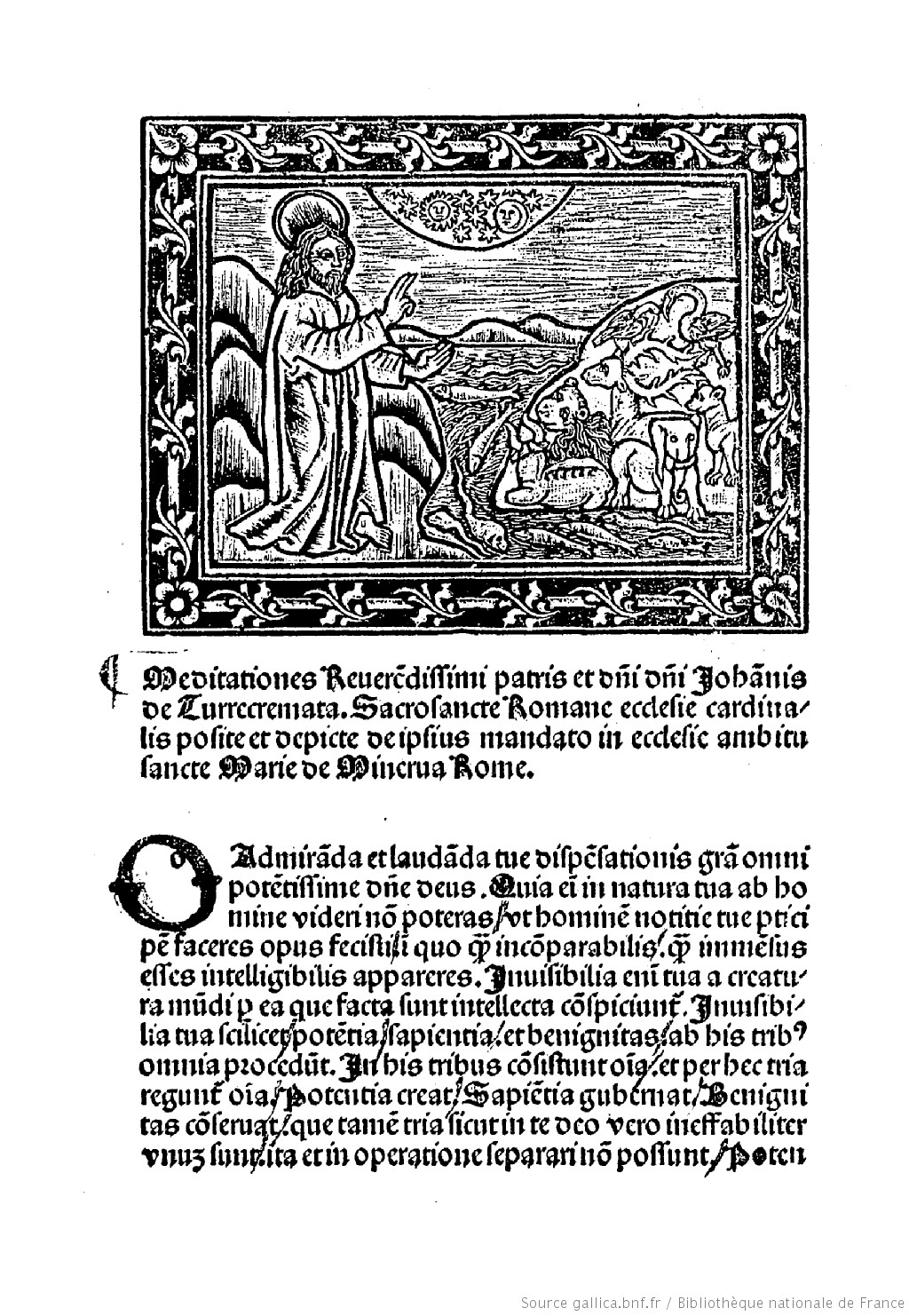
Meditationes. Édition d'Albi.

On retrouve Jean Neumeister à Mayence en 1479, où il imprime les Meditationes (GW M48255) de Juan de Torquemada. Une première édition est réalisée en 1467 à Rome par Ulrich Han, accompagnée de 33 gravures sur bois se distinguent par leur impression d'espace, leur clarté et l'utilisation modérée des lignes, éléments caractéristiques importants de la gravure sur bois italienne avant 1490. Dans son édition de Mayence, Jean Neumeister a recopié les gravures de Han, mais gravées sur métal, selon la technique taille d'épargne appelée gravure au criblé : la plaque, faite d'un métal assez mou, est creusée comme le bois de façon à laisser en relief les lignes qui doivent être encrées. Les fonds sont hachurés ou criblés pour donner une teinte estompée au dessin. Les plaques de métal peuvent ainsi être insérées dans la composition typographique et être tirées en même temps et sur la même presse. Cette technique de gravure, appelée aussi « interrasile » ou « à la manière éraillée » est abandonnée avant la fin du siècle.

### Albi
Neumeister est à Albi en 1481. Albi se présente comme une ville ordinaire, et le rôle moteur est joué dans l’activité de la ville par deux évêques-seigneurs, proches du roi, qui se succèdent : Jean Jouffroy (1462-1473) et Louis d’Amboise (1474-1503).  Les deux évêques jouent un rôle important dans l’introduction de l’imprimerie à Albi. Jean Jouffroy a été en contact direct en 1470 avec Guillaume Fichet quand celui-ci introduisit l’imprimerie à Paris.  À Toulouse, l’imprimerie s’implante durablement ; à Albi, elle repose trop sur la commande locale et sur une politique éditoriale assurée par les cadres ecclésiastiques, évêque en tête, ce qui explique une production de livres de référence, de formation et de méditation. Le marché albigeois, victime de la concurrence toulousaine et lyonnaise, se révèle insuffisant et, à la fin du siècle, Louis d’Amboise s’adresse à un atelier lyonnais pour l’édition de ses statuts synodaux. En tout, les deux ateliers réalisent vingt et une éditions. Hélion, neveu de Jean Jouffroy,  docteur en droit civil, chantre de Rodez et prévôt d’Albi, posséda en son temps la plus importante bibliothèque privée du royaume avec 650 volumes et fut une figure marquante d’un monde des clercs et des chanoines demandeur de livres.
Avant Neumeister est installé à Albi un autre atelier d'imprimerie, dont les premières impressions datent d'avant 1475 et qui travaille jusqu'en 1480. Les impressions à Albi de Jean Neumeister s'inscrivent donc dans une série qui a commencé avant son arrivée, ce qui fait qu'Albi occupe la troisième place parmi les villes françaises pour l'introduction de l’imprimerie, après Paris et Lyon. 
Le nom du premier imprimeur est inconnu, on l'appelle son atelier l'« imprimerie de l'Aenas Sylvius » d'après l'un des ouvrages qu'il a imprimés. Il se distingue par les caractères romains employés.  L’atelier est connu par les livres qui nous sont parvenus : 70 exemplaires de 15 éditions différentes, entre 1475 et 1480. Il s’agit d’œuvres classiques et juridiques, en majorité en caractères romains, sans illustration. La parenté est très proche avec la production parisienne de l’époque, pour les choix éditoriaux comme pour les procédés techniques adoptés.
Neumeister  imprime à Albi ces mêmes Meditationes (GW M48252) de Juan de Torquemada. Il réutilise dans cette édition les gravures de l'édition de Mayence. Un livre rituel  de même typographie sont également attribués à Johannes Neumeister. À Albi, il imprime encore plusieurs autres ouvrages ; ce sont un Brevarium Romanum (GW 5102) en 1482 ; le clergé de Rodez est peut-être à l'origine de cette commande. Plusieurs chanoines, dont Hélion Jouffray, chantre de Rodez et prévôt d'Albi, sont prébendés à la fois à Albi et à Rodez. Il imprime de Cicéron, Paradoxa stoicorum (GW 7012) vers 1481 dont l'édition princeps est de Johannes Fust en 1465, un Missale Romanum (GW M23908) vers 1483 et, de Jacobus de Jüterbog (aussi connu sous les noms Jacobus de Clusa, ou de Paradiso), De contractibu (GW M10849), entre 1481 et 1483. Le traité de Jacobus, chartreux, originaire du Brandebourg, professeur de théologie, largement répandu, a aussi été imprimé à Cologne ou à  Bâle. 
La localisation de Jacobus de Teramo: Procès de Belial (GW M11110), traduction par Pierre Farget de Belial sive Consolatio peccatorum  entre Mayence (dont un exemplaire est à Bibliothèque diocésaine de Mayence, Inc. 46), Albi ou Lyon, est encore discutée :  le livre porte la date du 4 mars 1483. Selon que le calendrier adopté est l'ancien, où l'année se termine fin avril, ou le moderne - qui a aussi en cours à Mayence - l'année est 1483, quand Neumeister est encore à Albi, ou 1484, quand il est déjà à Lyon. Le volume est illustré  d'un grand nombre de gravures sur bois. Ce sont des copies, mais retournées, d'une impression antérieure de Martin Husz.

### Lyon

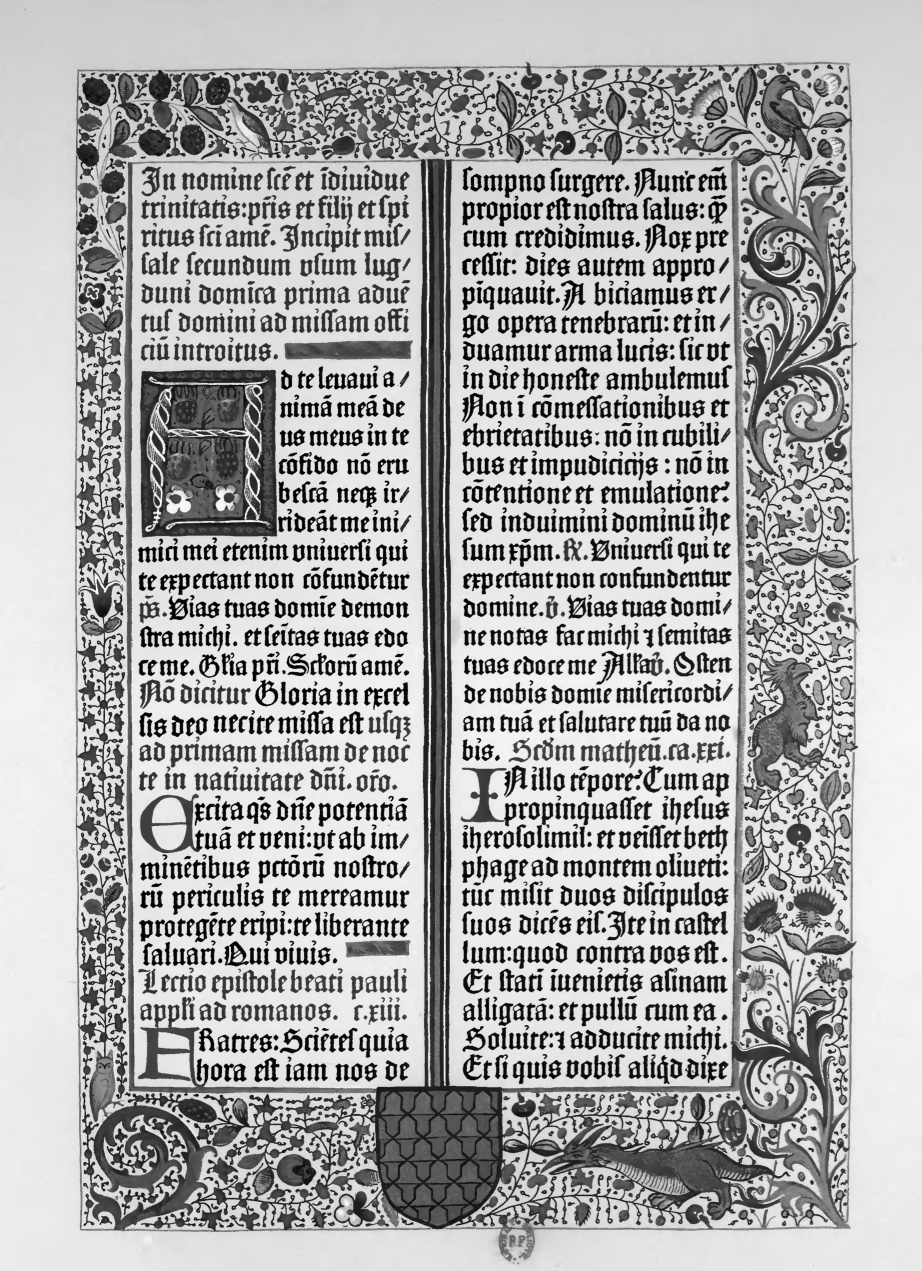
Missel de Lyon, première page.

À partir de 1483, Johannes Neumeister figure sur les listes d'impôts à Lyon. Charles de Bourbon, archevêque de Lyon, lui commande l'impression d'un missel à l'usage de Lyon connu sous le nom de « Missale Lugdunense » (GW M24503) paru en 1487. Cette œuvre principale de Johannes Neumeister, qui signe « magister Joannes Alemanus de Maguntia impressor », est un livre imprimé en deux couleurs, rouge et noire, qui témoigne de l'habileté technique du maître typographe. Plusieurs exemplaires furent tirés sur vélin et richement enluminés par leurs propriétaires. L'ouvrage est suivi d'autres impressions liturgiques, comme en 1495 le Missel Ucetiense (GW M24821), impression à laquelle participe le typographe allemand Michel Topier ou Topié, et le  24 janvier 1489  (1490  n.  st.), Neumeister  achève d'imprimer  le bréviaire de Vienne (GW 05507) :  L’impression  lui  est commandée  par  Angelo  Cato, de  Bénévent, archevêque et comte de  Vienne. Le colophon se termine par la phrase   « Impressum per  Johannem  Meunister de  Maguntia   dictum   
Albi ». D'autres travaux sont non religieux, par exemple (avant 1489) Henricus de Gorichem, Conclusiones super quattuor libros sententiarum (GW 12217) numérisé  à la Staatsbibliothek de Munich. Malgré ces travaux, Neumeister semble toujours avoir été pauvre. Après 1495, il n'y a plus de livre signé de lui. Dès l’année 1488, année pendant laquelle meurt le cardinal Charles de Bourbon, archevêque de Lyon, Neumeister se trouve dans la gêne et ne peut acquitter sa taxe. Sa position déclinant de plus en plus, il est « admodéré », c’est-à-dire diminue de sa quote-part d’impôt ou taxe municipale. Le receveur écrit « pouvre » en face de son nom en 1498,  et en 1504, il n'est plus « maître », mais simplement comme imprimeur comme travaillant dans l’atelier de Michel Topié, un de ses anciens employés. D'ailleurs, son matériel d'imprimerie est utilisé en 1498 par les imprimeurs Guillaume Balsarin et  Janot Deschamps (Janotus de Campis). Les gravures interrasiles de Neumeister trouvent des réemplois dans divers textes de la fin du siècle ; ainsi, la Bibliothèque nationale fait acquisition en 1975, d’une Vie de Notre Seigneur Jésus Christ de Jacques Arnoullet (vers 1499) « illustrée de nombreuses figures sur bois et de 5 gravures interrasiles provenant du matériel de l'imprimeur itinérant Johann Neumeister. [Rés. P-H-11 (1) ». Bien d’autres apparitions des gravures sont citées par A. Claudin,. 
Il figure dans les registres jusqu'en 1507. Il a dû mourir entre 1507 et 1512, pour Claudin vers 1522, sans héritier et complètement appauvri. 

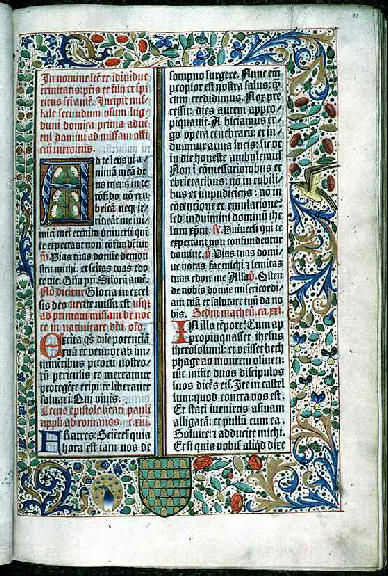
Missel de Lyon, fol. 11v
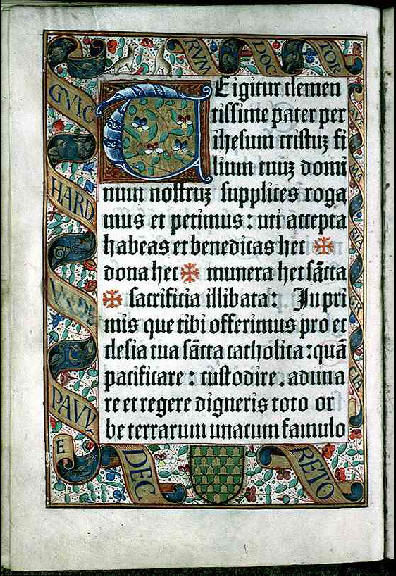
Missel de Lyon, fol. 152v
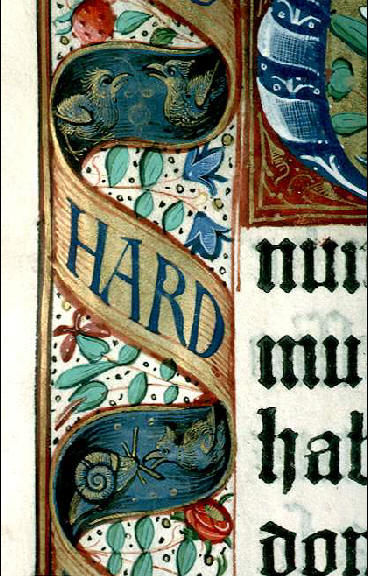
Missel de Lyon, fol. 152v  - détail -